# Смит, Кейси
Кейси Смит (ирл. Kasey Smith; род. в Дублине, Ирландия) — ирландская певица, которая совместно с группой «Can-Linn» представляла Ирландию на конкурсе песни «Евровидение 2014», с песней «Heartbeat».

## Синглы
- 2013 — «Kiss Me»
- 2014 — «Heartbeat»

## Галерея

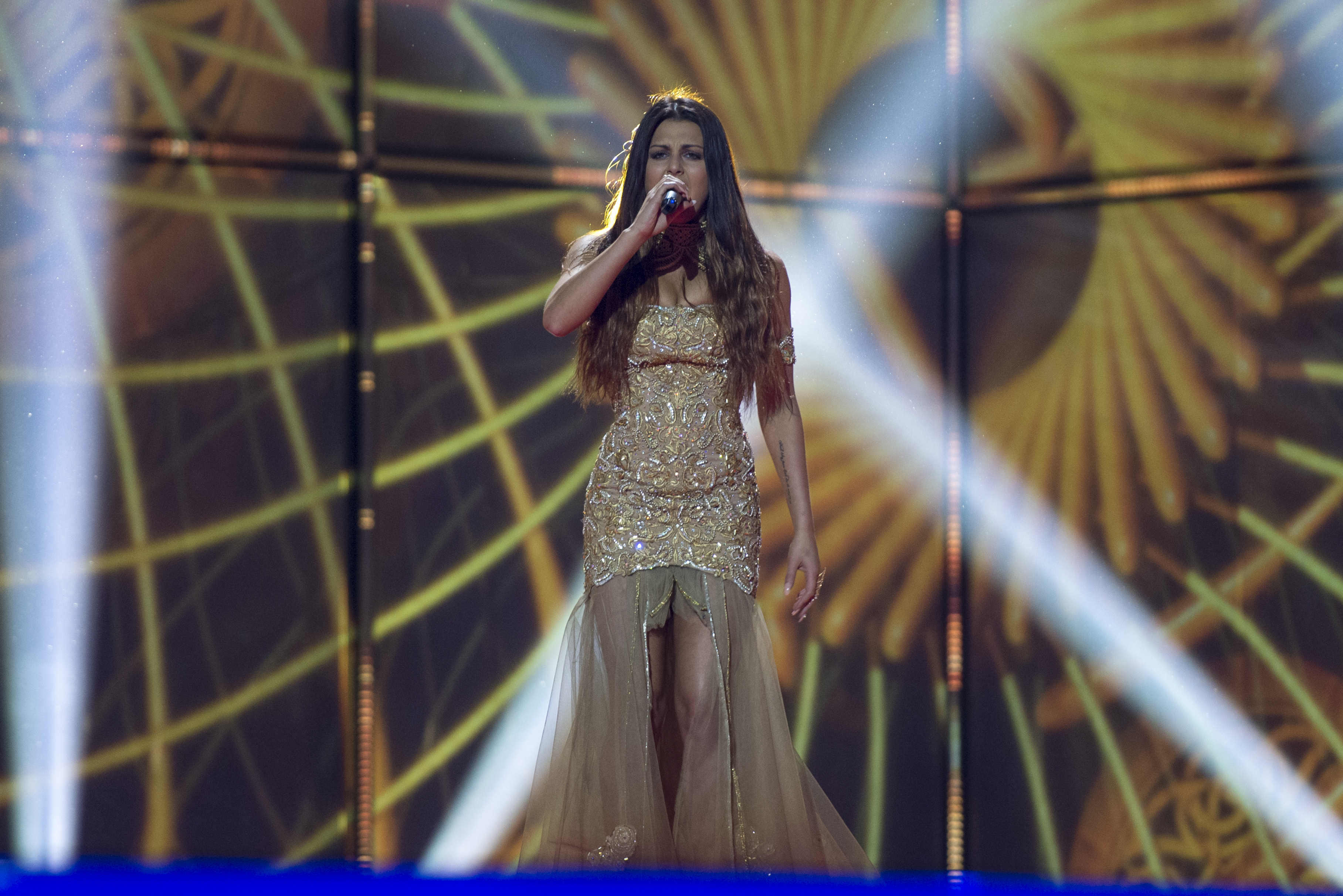
Евровидение-2014